# Arenas de Lutécia
As Arenas de Lutécia, construídas no século I, são um anfiteatro galo-romano situado em Paris. Trata-se de um complexo híbrido, de tipo "anfiteatro de palco" ou ainda "anfiteatro-teatro", composto por um palco para espetáculos teatrais e uma arena para lutas de gladiadores e outros jogos no anfiteatro.

## Descrição

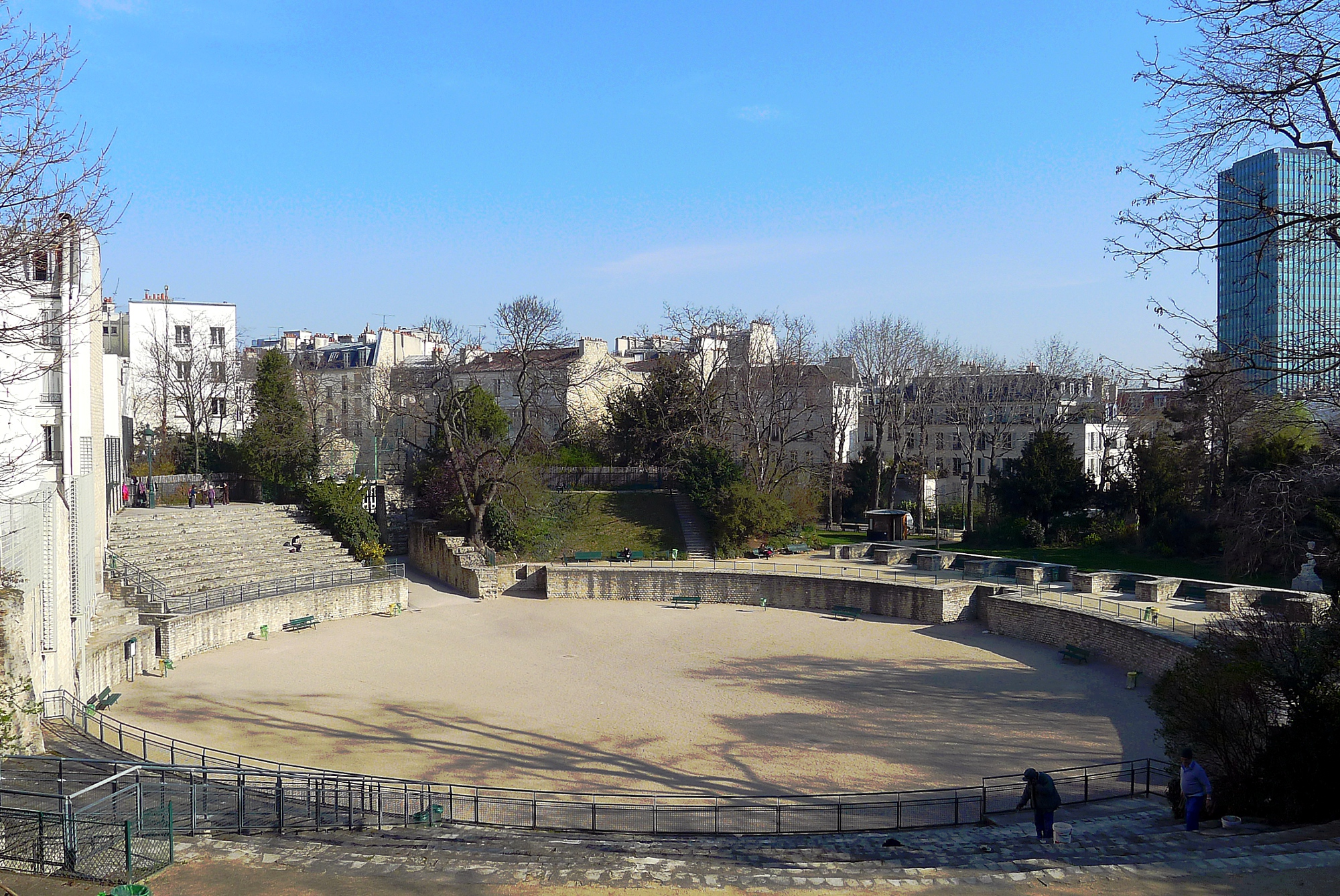
A cavea das arenas de Lutécia e a Tour Zamansky do Campus de Jussieu.

Este anfiteatro de palco, de um tipo comum na Gália, poderia acomodar 17 000 espectadores. O palco do teatro, no pódio, é de tamanho considerável (41,20 m de comprimento). O combate de homens e de animais ocorria na pista central elíptica de grande eixo 52,50 m e de pequeno eixo 46,8.

## Histórico
É provável que as arenas, construídas no século I, se mantiveram em atividade até a primeira destruição de Lutécia no final do século III. No entanto, Quilperico teve este anfiteatro reparado em 577 e o doou de espetáculos.
O texto mais antigo fazendo referência a essas arenas se deve ao monge inglês Alexander Neckam, que descreve em um poema latino que ele tem visto em Paris por volta de 1180. Ele cita o anfiteatro romano. Um ato de 1284 relatado por Du Boulay fala de um lugar chamado "les Arènes" na frente de Saint-Victor. Adrien de Valois publica um texto em 1675 que menciona o anfiteatro. No entanto, a arena é então enterrada e sua localização exata é ignorada. O sítio teria sido gradualmente apagado, em particular pelas terras do aterro durante a escavação das fossas do Muro de Filipe Augusto no século XIV.

## As escavações de Vacquer e Capitan

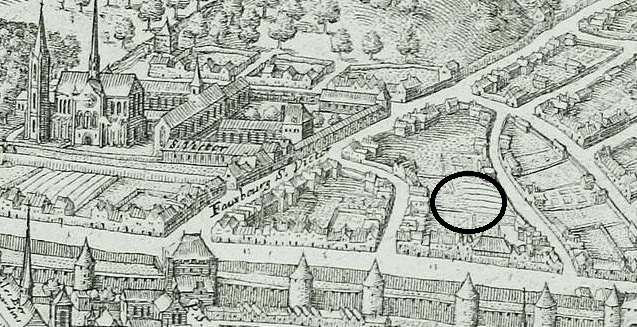
O sítio das arenas de Lutécia em 1615, representadas no Plan de Mérian. As arenas não estão ainda listadas.

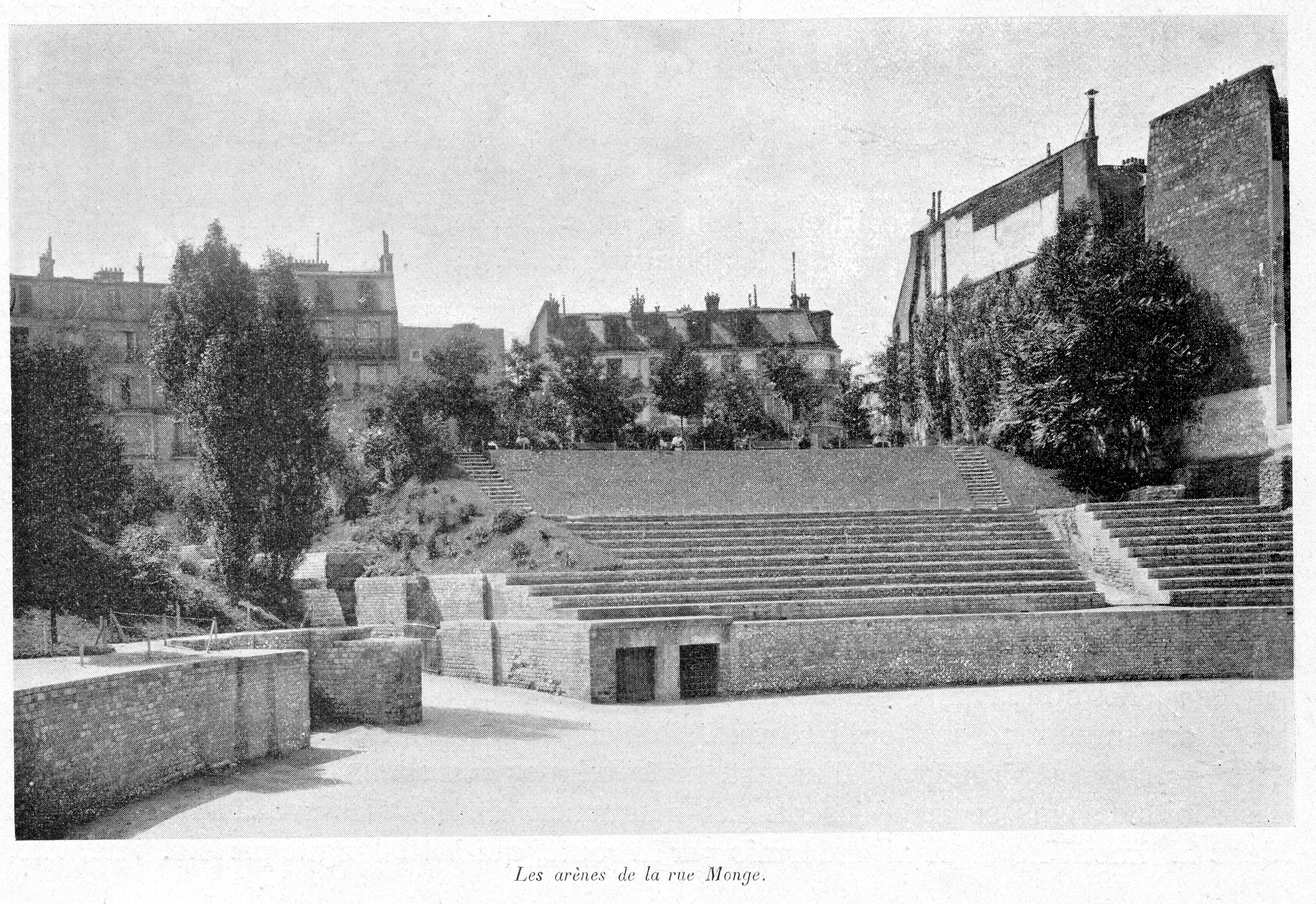
As arenas em 1897 (clichê de Clément Maurice).

"Arenas de Lutécia, parte norte descoberta em 1869, parte sul desenterrada em 1883-1885, o conjunto restaurado em 1917-1918". Inscrição do frontão da entrada 49, rue Monge.
Entre 1860 e 1869, a abertura da rue Monge permitiu a Théodore Vacquer descobrir e revelar os primeiros traços da parte norte das arenas. Elas foram realmente desmatadas em sua parte sul pelas obras de terraplanagem da Compagnie général des omnibus entre 1883 e 1885, que queria construir um depósito de bondes. A Sociedade dos amigos das Arenas foi criada para defender o sítio e seu valor histórico, seus apoiadores contam Victor Duruy e Victor Hugo. Em 27 de julho de 1883, Hugo enviou uma carta ao presidente do conselho municipal de Paris para defender as arenas de Lutécia, ameaçadas de destruição:
"Paris, 27 de julho de 1883,
Senhor Presidente,
Não é possível que Paris, a cidade do futuro, renuncie à prova viva de que era a cidade do passado. O passado traz o futuro. As arenas são a marca antiga da grande cidade. Elas são um monumento único. O conselho municipal que as destrói se destrói de certo modo. Conservem as arenas de Lutécia. Conservem-nas a todo custo. Vocês farão uma ação útil, e, o que é melhor, darão um ótimo exemplo.
Eu vos dou em mãos."
Poucos dias depois, o conselho adquiriu os vestígios do anfiteatro que foi classificado monumento histórico em 1884. Após o desmantelamento do bonde e de seu depósito em 1916 e a perfuração da linha 10 do metrô, o antropólogo Louis Capitan continuou as escavações no final da Primeira Guerra Mundial em outra parte da arena e completou sua restauração em 1918. Infelizmente, os prédios construídos no lado da Rue Monge não permitiram completar a cavae.

## As arenas hoje
As arenas são hoje acessíveis através do edifício em 49, Rue Monge, através da Rue des Arènes e da Square Capitan no 5.º arrondissement de Paris. Elas ficam abertas todos os dias das 8 h 30 às 17 h durante o inverno e 21 h durante o verão.
Les Bretons de Paris organizaram por muitos anos um perdão da Saint-Yves nas Arenas de Lutécia onde se reuniam cerca de 2 000 pessoas nos anos 1960 e 1970. A procissão liderada por uma "duquesa Anne a cavalo" deixou a arena para ir a Notre-Dame, Saint-Gervais-Saint-Protais ou Saint-Germain-l'Auxerrois.
Na vida cotidiana, as arenas são o playground de jogadores de futebol e de jogadores de petanca. Eles organizam alguns algumas vezes por ano pequenos festivais locais. Além disso, no sítio das arenas se encontra uma "casa de pássaros", oferecendo descobertas pedagógicas ornitológicas para os mais jovens e uma trilha botânica nos diferentes caminhos do sítio. Entre os espécimes notáveis de árvores se encontram dois faux de Verzy - , um Ilex aquifolium ferox (azevinho ouriço), um Ulmus minor ("olmo campestre") variedade "Jacqueline Hillier", uma Broussonetia papyrifera (amoreira-do-papel), uma Photinia glabra e um Ligustrum lucidum.

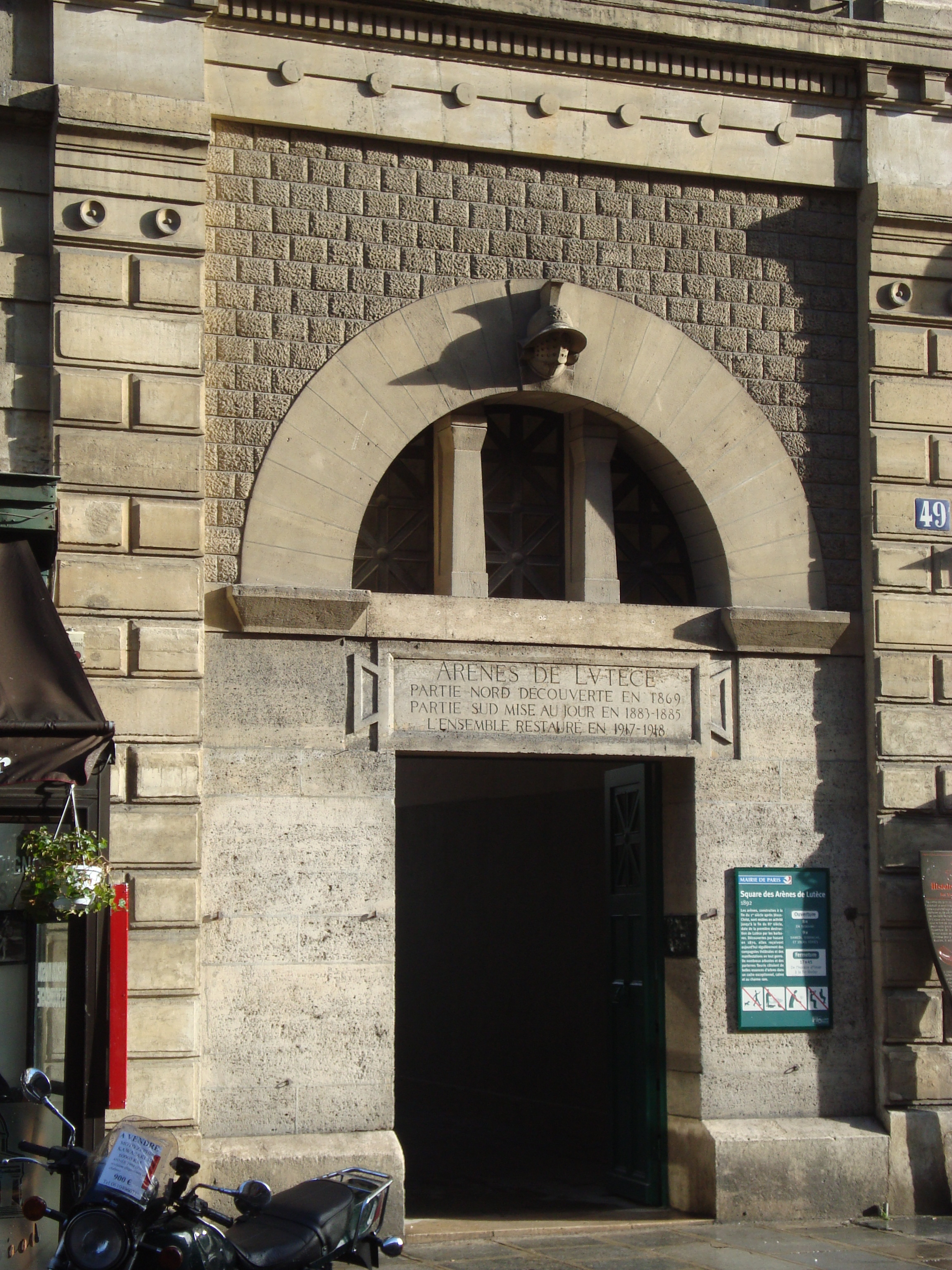
Entrada para a arena em 49, Rue Monge.
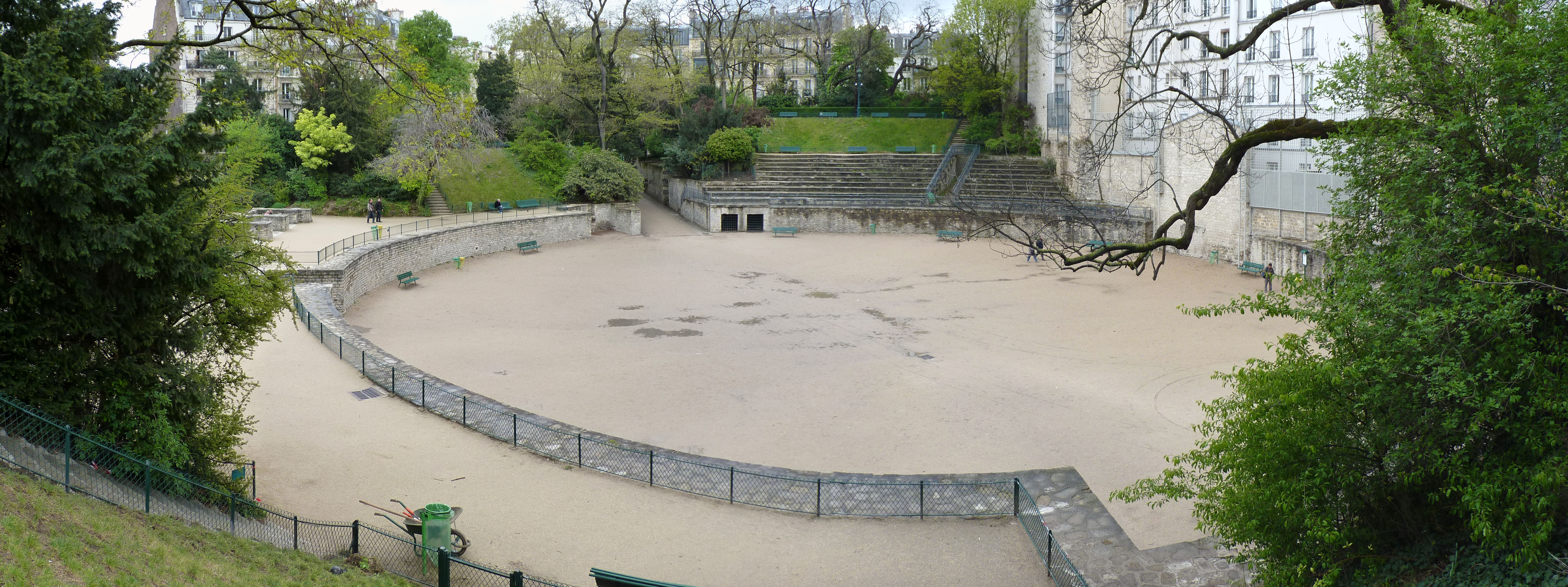
Vista das cavas das arenas.
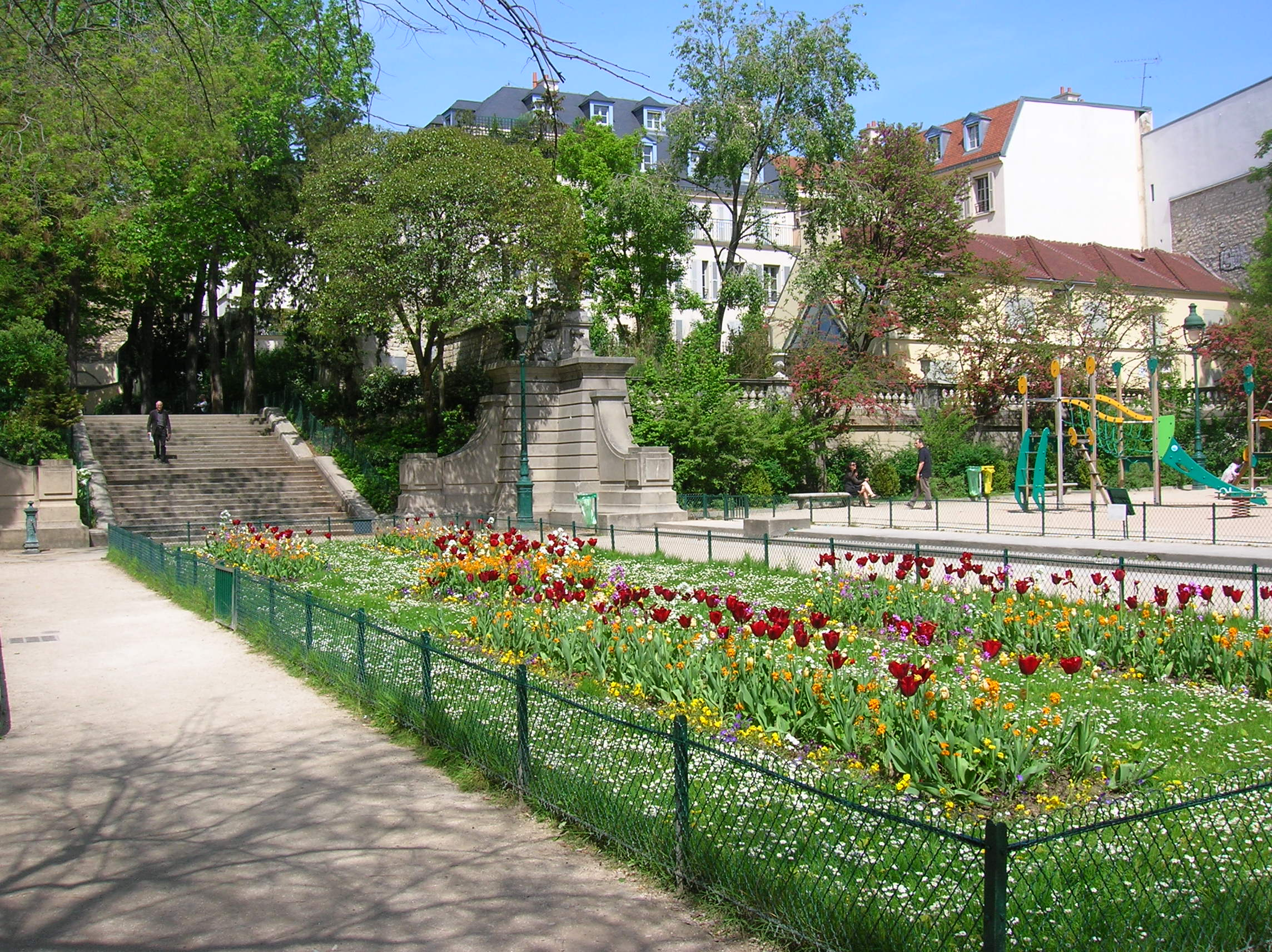
Square Capitan.
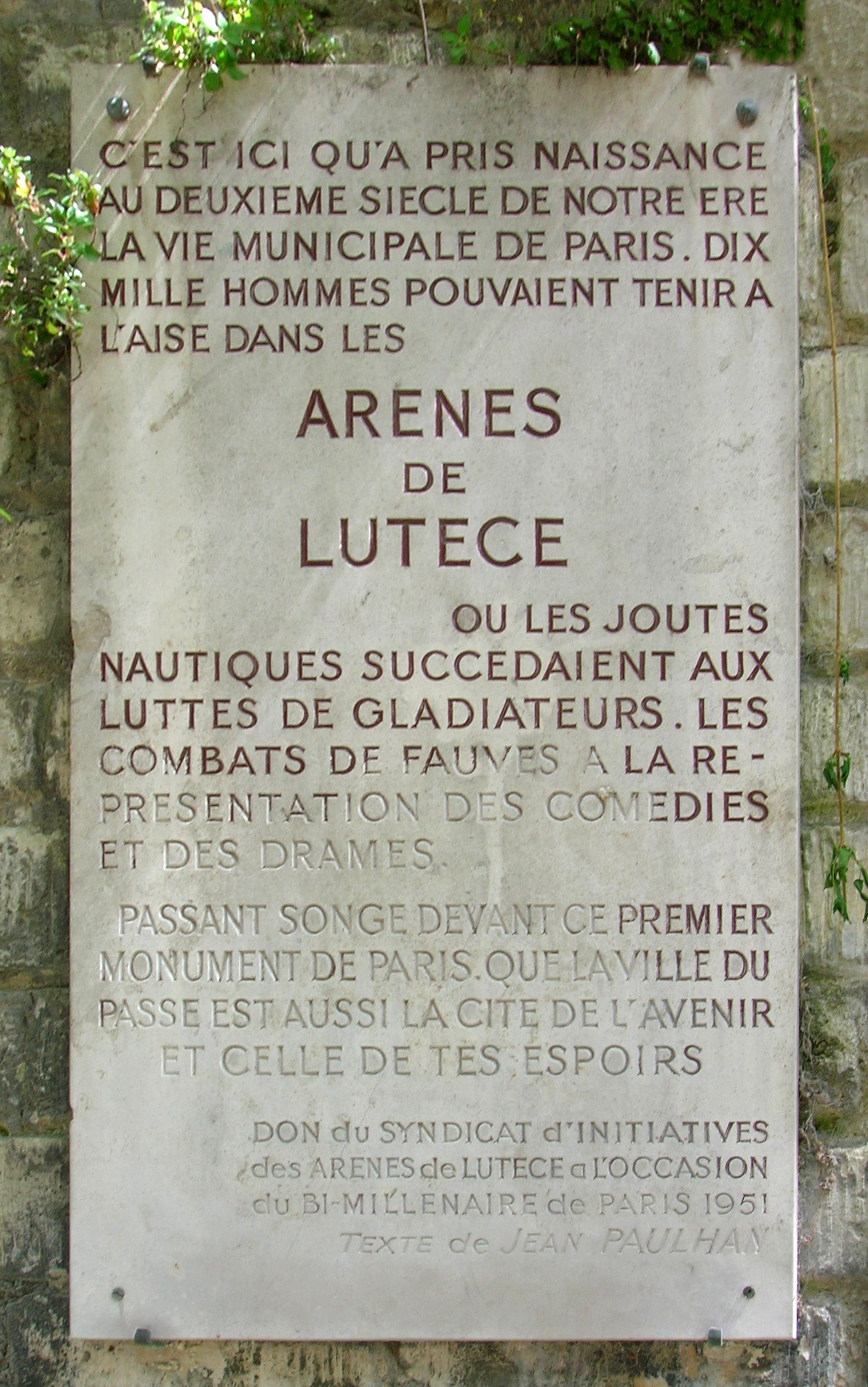
A placa de 1951
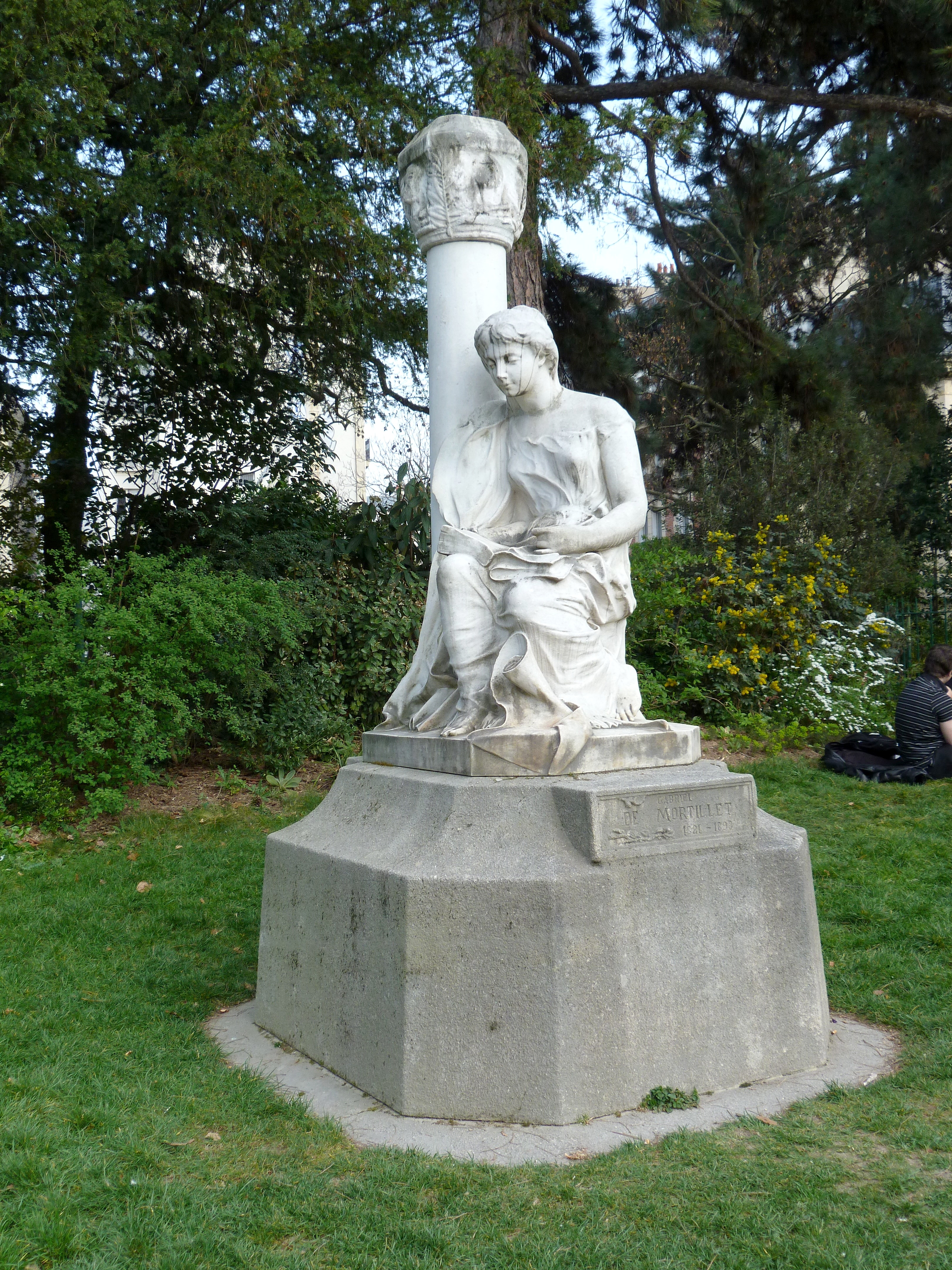
A estátua representando Gabriel de Mortillet.
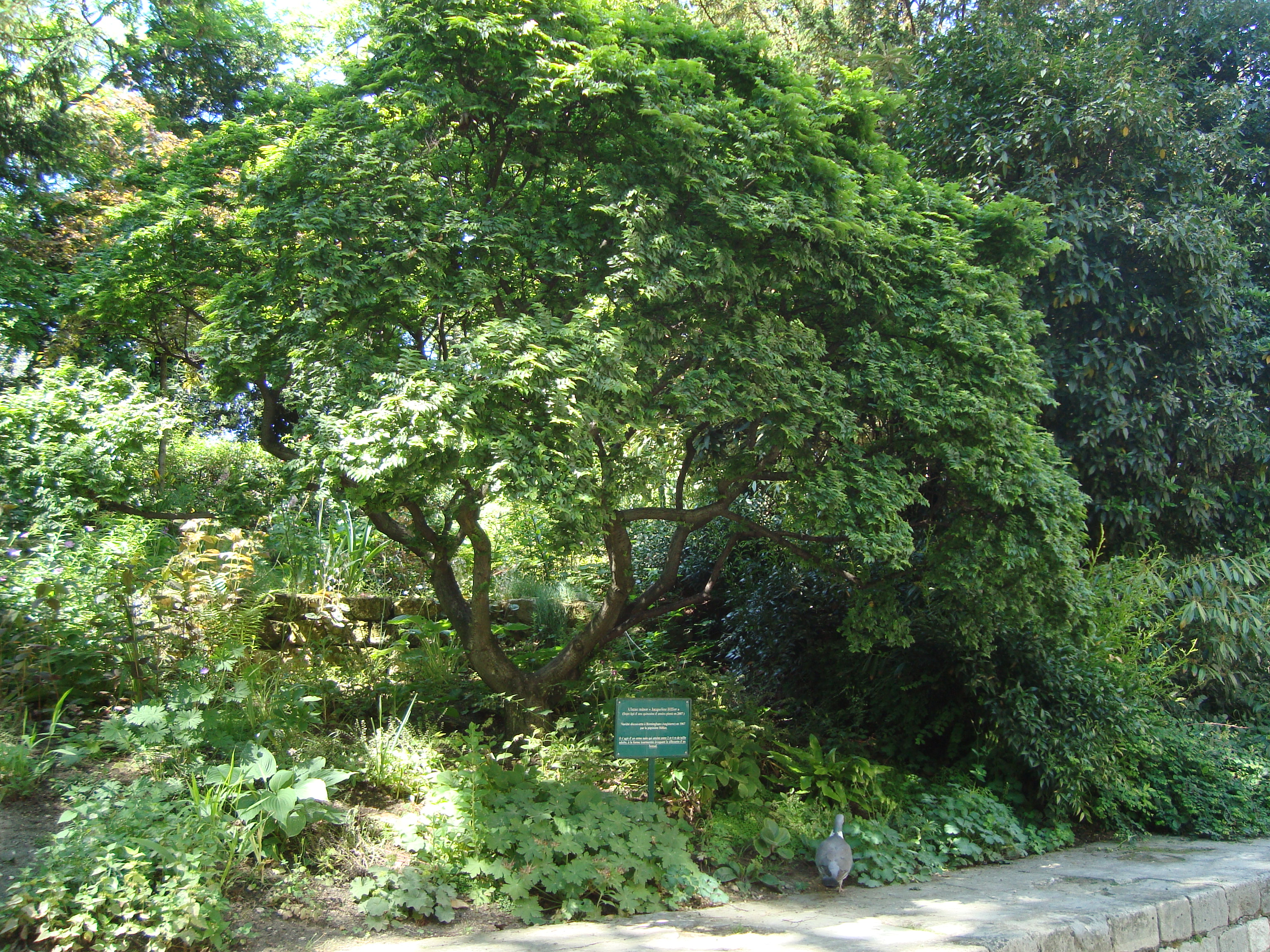
Ulmus minor ou olmo, var. Jacqueline Hillier,  plantada em 2007.
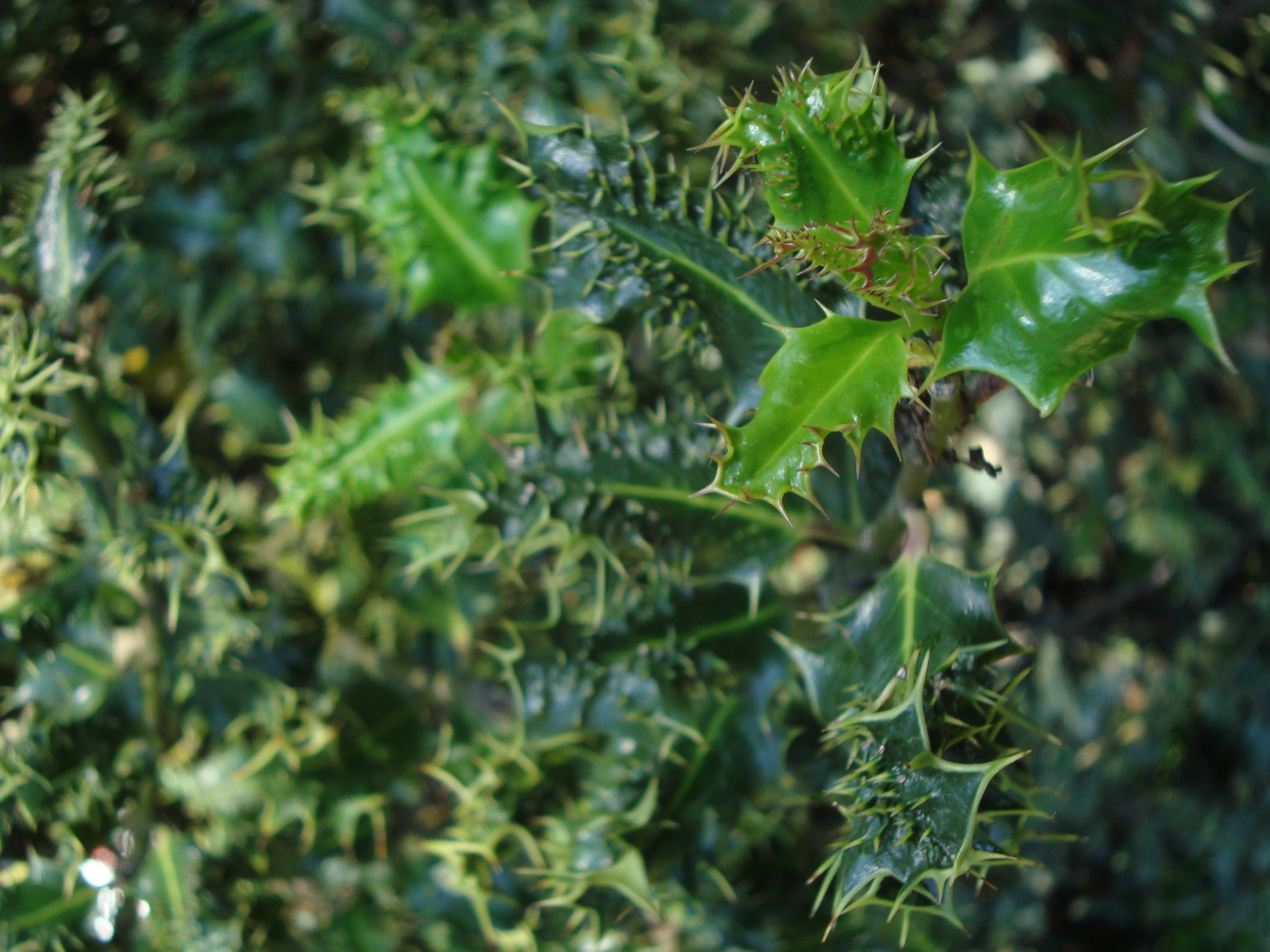
Feche acima das folhas do Ilex aquifolium ferox ou azevinho ouriço.
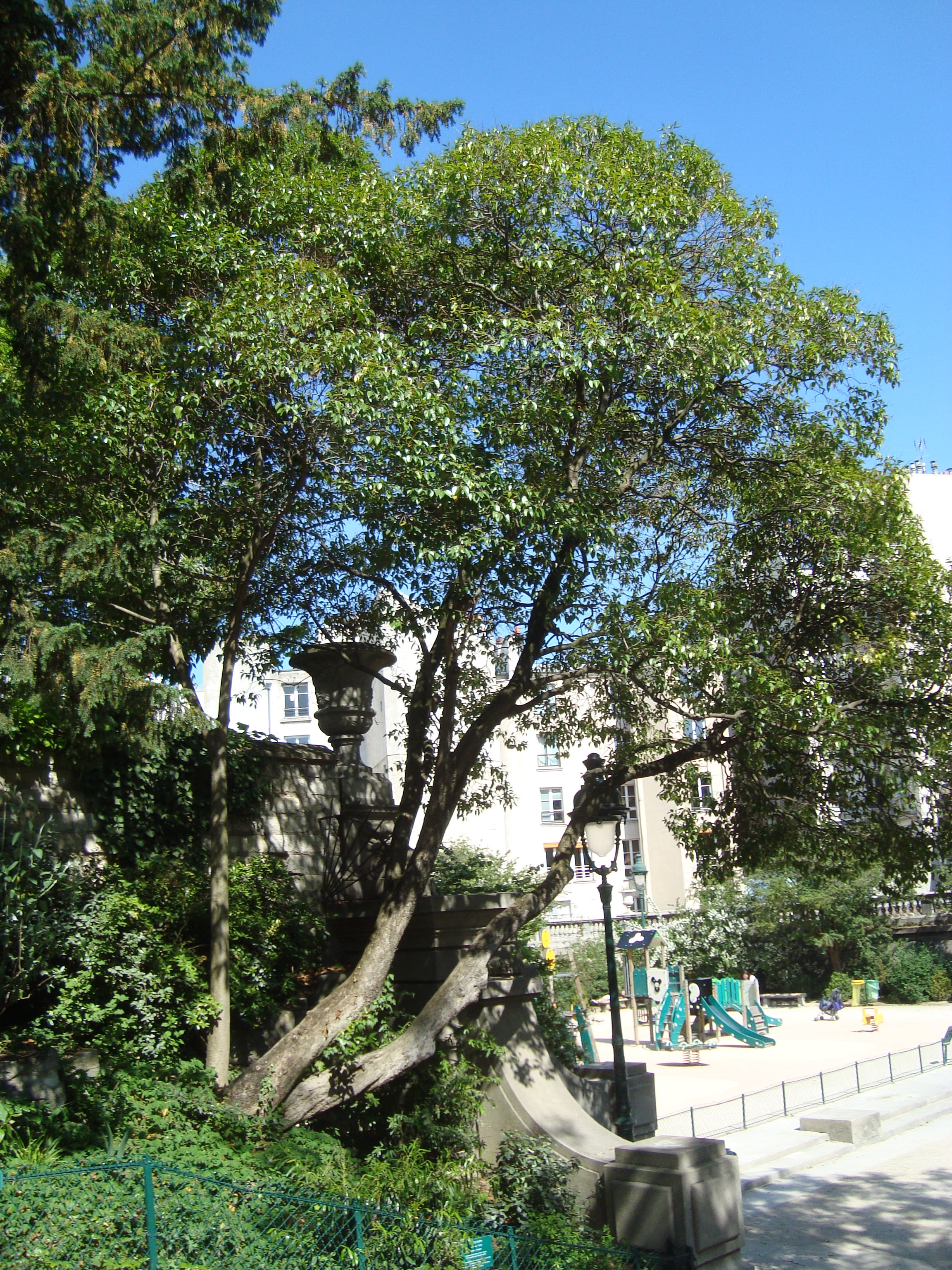
Ligustrum lucidum da família Troène.

## Localização e acesso
As arenas de Lutèce são servidas pelo metrô nas estações Place Monge, linha 7, e Jussieu, linhas 7 e 10 do Metrô de Paris, bem como pelas linhas de ônibus RATP 47, 67 e 89.